# Primera División (1932/1933)
Primera División 1932/1933 był piątym sezonem w najwyższej klasie rozgrywkowej w Hiszpanii. Trwał on od 27 listopada 1932 do 28 marca 1933. Rozegrano 18 kolejek. Tytuł mistrza kraju obronił Real Madryt.

## Tabela

### Legenda
| Legenda do tabeli              |
| Mistrz                         |
| Zdobywca Copa del Rey          |
| Spadkowicz do Segunda División |

### Tabela po zakończeniu sezonu
| Miejsce | Klub                 | Kolejka | Wygranych | Remisów | Przegranych | Gole strzelone | Gole stracone | Różnica | Punkty |
| ------- | -------------------- | ------- | --------- | ------- | ----------- | -------------- | ------------- | ------- | ------ |
| 1       | Real Madryt          | 18      | 13        | 2       | 3           | 49             | 17            | 32      | 28     |
| 2       | Athletic Bilbao      | 18      | 13        | 0       | 5           | 63             | 30            | 33      | 26     |
| 3       | RCD Espanyol         | 18      | 10        | 2       | 6           | 33             | 30            | 3       | 22     |
| 4       | FC Barcelona         | 18      | 7         | 5       | 6           | 42             | 34            | 8       | 19     |
| 5       | Real Betis           | 18      | 6         | 5       | 7           | 31             | 45            | -14     | 17     |
| 6       | Real Sociedad        | 18      | 6         | 3       | 9           | 41             | 47            | -6      | 15     |
| 7       | Arenas Club de Getxo | 18      | 5         | 4       | 9           | 39             | 44            | -5      | 14     |
| 8       | Racing Santander     | 18      | 6         | 2       | 10          | 47             | 58            | -11     | 14     |
| 9       | Valencia CF          | 18      | 4         | 5       | 9           | 34             | 53            | -19     | 13     |
| 10      | Deportivo Alavés     | 18      | 5         | 2       | 11          | 21             | 42            | -21     | 12     |

## Objaśnienia
- 1. - Real Madryt - mistrz.

### Spadek doSegunda División
- 10. Deportivo Alavés

### Awans doPrimera División
- Real Oviedo

### ZdobywcaTrofeo Pichichi
- Manuel Olivares - Real Madryt - 16 goli.